# Acide diméthylphosphorique
L'acide diméthylphosphorique est un acide phosphorique alkylé et un produit de l'hydrolyse du dichlorvos.